# Unterleinach
Unterleinach (unterfränkisch Ünnerleini; vor dem 15. Jahrhundert „Niedernleinach“)  ist eine Gemarkung im unterfränkischen Landkreis Würzburg. Bis 1978 bestand die Gemeinde Unterleinach neben dem kleineren Oberleinach.
Die Gemarkung mit einer Fläche von 1525,50 Hektar repräsentiert den nordwestlichen Teil des Gemeindegebietes von Leinach. Auf ihr liegt der nordwestliche Teil des Pfarrdorfs Leinach. Ihre Nachbargemarkungen sind Zellingen, Oberleinach, Greußenheim, Birkenfeld und Billingshausen.
Im Zuge der Gebietsreform in Bayern wurde die Gemeinde Unterleinach aufgelöst und ging am 1. Mai 1978 zusammen mit der südöstlich gelegenen Gemeinde Oberleinach in der Gemeindeneugründung Leinach auf. In der ehemaligen Gemeinde war das gleichnamige Pfarrdorf der einzige Gemeindeteil. Am 1. Oktober 1964 betrug die Gemeindefläche 1523,76 Hektar.
Der Gemeindeteilname Unterleinach wurde letztmals in der Ausgabe von 1978 der Amtlichen Ortsverzeichnisse für Bayern genannt, folglich muss die Aufhebung des Gemeindeteils zwischen dem 1. Mai 1978 und 1991 erfolgt sein.
Früher war Unterleinach in die bis heute noch bei den Einheimischen präsenten Dorfdistrikte „Unterdorf“, „Oberdorf“ und „Kleines Dörflein (Grupshausen)“ eingeteilt. Die Leinacher nennen Unterleinach in mainfränkischer Mundart „Ünnerleini“, seine Einwohner „Ünnerleiner“.

## Ortsname
Unterleinach (Ortsname seit dem 15. Jahrhundert; historisch auch „Undernleinach“ (1375),  „Unter Leinach“ (1728), „Underleinach“, „Undterleynach“ und „Undterleinach“, und – als Niederleinach oder Niedernleinach – „Nydern Lynach“ (1370), „Nydernlynach“ (1410/1414), „nydirn Lynach“ (1421), „Nidernlynach“ (1446), „Nyder Lynach“ (1454), „nydern Leynach“ (1406, 1433/1443) oder „Nydern Leinach“ und „Nidernleynach“ sowie „Nyder Leinach“ (1715), „Nydernlinach“  und „Niedern Leynach“ – bezeichnet) wurde oftmals nur „Lynach“, „Linach“, „Leinach“ oder „Lleynach“ genannt.

## Geschichte
Siehe auch: Leinach#Geschichte

### Mittelalter bis Frühe Neuzeit
Das Kloster Ebrach verfügte ab 1370 mit einem seither Ebracher Hof genannten Anwesen über den als Notverkauf abgetretenen Hof des Edelknechts Gotz Hotz von Lynach zu Niedernlynach, genannt auch Gotzo von Leinach, aus der Familie der Edelknechte und Ritter von Leinach.
Von 1335 bis 1536 bezog das Kloster Heilsbronn Einkünfte (Gefälle) aus Unterleinach (bezeichnet auch als Leynach inferior).
Unterleinach gehörte früher zum Amt Karlstadt, ab 1687 zum Amt Veitshöchheim. Vom Hochmittelalter bis 1457 sind die Ritter und Ministerialen von Leinach in Unterleinach genannt. Von 1317 bis etwa 1640 hatten die Reichsfreiherren von Thüngen Besitz in Unterleinach. Von 1403 bis 1484 erhielten die Grafen von Wertheim, denen das Dorf ebenso wie Oberleinach verpfändet worden war, Steuern aus Unterleinach.
Über Besitz in Unterleinach verfügten zudem weitere niederadelige Familien sowie von 1436 bis 1642 die Nürnberger Patrizierfamilie Holzschuher.
Ab 1484 war Unterleinach wieder würzburgisch und beherrscht durch das Ritterstift St. Burkard. In Unterleinach befand sich 1498 ein dem 1496 von Johann von Allendorf gestifteten Spital zu den 14 Nothelfern in Würzburg gehörender „Spitalhof“, der bis 1375 den Herren von Leinach (bzw. dem Familienzweig „von Geurichsheim“, auch „Gerichsheim“ usw., d. h. von Gerchsheim) gehört hatte, bis ihn Johann von Allendorf 1473 gekauft hat.
Während des Dreißigjährigen Krieges fielen ab 1631 die Schweden ein, und in der Folge hatte Unterleinach auch später noch darunter und unter weiteren Plünderungen zu leiden.

### 19. Jahrhundert
Das von 1884 bis 1987 im Besitz der Wirte-Familie Ehehalt stehende und von ihr umgebaute „Gasthaus zum Lamm“, früher auch „Lutzahall“ und „Luzahall“ genannt, geht als ehemalige Schenkstatt der Gemeinde Unterleinach auf das Jahr 1580 zurück. Zeitweise diente das inzwischen abgerissene Gemeindewirtshaus mit Ratsstube und Arrestzelle als Rathaus. Das Gasthaus zum Lamm war jedoch nicht das älteste Wirtshaus in Unterleinach; zuvor bestand schon ein „Wirtshaus zu Nydern Leynach“.
Der ehemalige Stiftshof des in beiden Leinach Zehentbezieher gewesenen Ritterstiftes St. Burkard in Unterleinach wurde von der Gemeinde 1869 erworben und als (zweites) Rathaus und Lehrerwohnhaus genutzt. Dieses Rathaus wurde im Dezember 1975 geschlossen und das Gebäude im April 1976 abgerissen. Ein drittes Rathaus war 1972 geplant und angesichts der erwarteten Vereinigung von Unterleinach mit Oberleinach in der Mitte zwischen Ober- und Unterleinach 1975 erbaut worden.

### 20. Jahrhundert
Um 1900 erfolgte die Aufforstung mit Schwarzkiefern. Die erste Flurbereinigung erfolgte zwischen 1903 und 1930 auf einem Gebiet von 1258 ha, die Schlussfeststellung erfolgte 1933. Die zweite Unterleinacher Flurbereinigung wurde in den 1970er und 1980ern durchgeführt.
Ab dem 21. März 1933, dem Tag der Reichstagseröffnung in Berlin, wehte unter dem Bürgermeister Joseph Roth die Hakenkreuzfahne auf dem Unterleinacher Rathaus.
Während des Zweiten Weltkrieges (1939–1945) wurden 1940 in Unterleinach französische Kriegsgefangene, die im Gasthaus zum Lamm untergebracht waren, sowie als Ostarbeiter bezeichnete Polen und Ukrainer, die bei Bauern wohnten, zu Arbeiten in der Landwirtschaft eingesetzt. Am 3. April 1945 wurde Unterleinach widerstandslos durch amerikanische Truppen besetzt.
Letzter Bürgermeister von Unterleinach war der spätere Bürgermeister von Leinach, Andreas Oestemer.

## Religion

### Peterskapelle

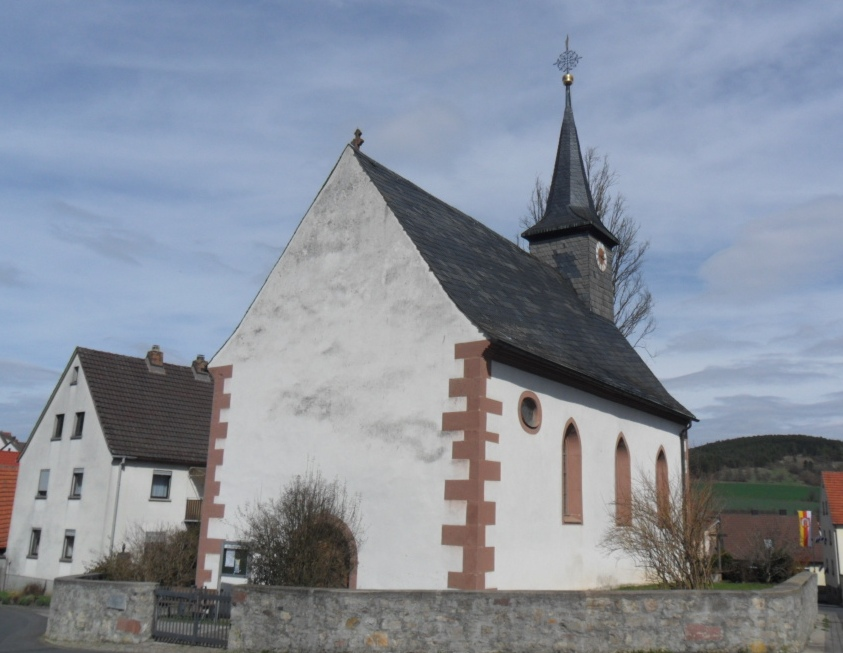
Kapelle St. Peter

Bis ins Jahr 1800 war in der alten Peterskapelle in „Nydern Leynach“ (1406), welche 1363 capella Petry et Pauli genannt wurde, die sogenannte Johannisschüssel „Johannis Haupt“, eine kostbare, um 1600 geschaffene Votivgabe, die nun in der neuen Pfarrkirche aufbewahrt ist, Ziel von Wallfahrern.

### Kirche Allerheiligen

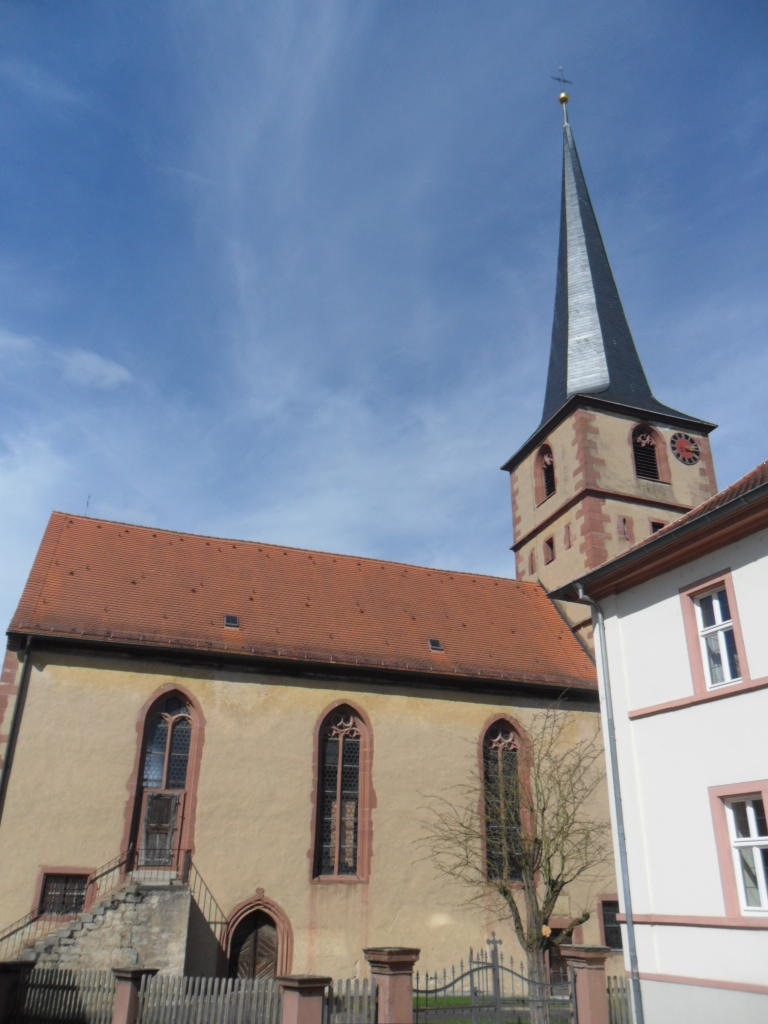
Allerheiligen. Rechts unten eine Teilansicht des Baudenkmals Hauptstraße 30, ehemalige Schule von 1878/79, ein wiederhergestelltes Gebäude auf dem Gelände des ehemaligen Fronhofes

Die innerhalb des Geländes des ehemaligen Fronhofs in Unterleinach gelegene Kirche hatte ursprünglich (belegt 1297 als Pfarrkirche zur Sel. Jungfrau Maria und St. Burkard) das Patrozinium „Beate Marie Virginis und Burkhard“.
Die als ehemalige Hauptkirche des Leinachtals geltende Pfarrkirche in „Lynach“ gehört zu den ältesten Kirchen der Diözese Würzburg.
Ab 1669 hieß die alte, 1419 zur Kirchenburg befestigte und mit ihrem mächtigen Chorturm versehene, Pfarrkirche von Unterleinach Allerheiligen. Im Volksmund wurde sie, nach dem 1608/1609 von dem Würzburger Fürstbischof Julius Echter um ein steinernes Geschoss und 1612 eine hohe „Echterspitze“ erweiterten Chorturm, „Julius-Echter-Kirche“ oder „Echterkirche“ genannt.
Ab 1976 wurde der zwischen Ober- und Unterleinach auf der Gemarkung Oberleinach errichtete Kirchenneubau Communio Sanctorum die Pfarrkirche Unterleinachs. Die Kirche Allerheiligen wurde 1998 wieder als Kirchenraum für die Gemeinde zur Verfügung gestellt.

### Jüdische Kultusgemeinde
Die ersten schriftlichen Hinweise auf eine bis 1885 bestehende, um 1803 25 und später maximal 67 Personen umfassende, jüdische Kultusgemeinde in Unterleinach stammen aus dem Jahr 1403. Manche Juden ließen sich in Unterleinach, insbesondere während der Herrschaft des Fürstbischof Julius Echters (1573 bis 1617), taufen. Ihre Toten beerdigten die Juden Unterleinachs auf dem 1665 angelegten Bezirksfriedhof oberhalb der Gemeinde Laudenbach bei Karlstadt. Zwischen 1811 und 1875 erfolgten dort 49 Beerdigungen von Angehörigen der jüdischen Gemeinde Unterleinachs. Hinter dem Gasthaus zum Lamm befand sich die 1815 gebaute, ein zuvor als Bethaus genutztes Zimmer von „Schmul Jud“ ablösende, Synagoge von Unterleinach, wo auch Religionsunterricht abgehalten wurde. Zuvor hatten die jüdischen Kinder bis 1813 Unterricht durch einen von der Kultusgemeinde bezahlten Privatlehrer erhalten, danach besuchten sie mit den christlichen Kindern die öffentliche „Freie Schule“. Um 1815 hatte Unterleinach 39 jüdische Einwohner in sechs Familien, 1834 waren es 63 Personen. Im Jahr 1883 lebten 15 jüdische Familien in Unterleinach, die aber im Rahmen einer allgemeinen Landflucht der Juden bis 1885 zum größten Teil nach Karlstadt umgezogen sind. Als Mikwe (Tauchbad) hatte der jüdischen Gemeinde ab etwa 1745 eine ehemalige, bis ins 18. Jahrhundert als solche seit spätestens 1421 betriebene, dem Gotteshaus St. Burkard zinspflichtige Badestube gedient, die 1911 zur Pumpstation „Wasserwerk Unterleinach“ umfunktioniert wurde. Nach dem Wegzug der jüdischen Gemeinde wurde das Gebäude der bis etwa 1885 bestehenden Synagoge zunächst privat und später durch die Gemeinde Unterleinach erworben und unter anderem als Wohnhaus, Armenhaus und Lagerhaus genutzt; 1991/1992 wurde es abgerissen.

## Schule
Die älteste Schule Unterleinachs, deren erste, seit dem 14. Jahrhundert auch namentlich bekannte Lehrer Pfarrer oder Mesner („Kirchner“) und seit dem 16. Jahrhundert qualifizierte Schulmeister (Ludimagister) waren, wurde als Schulhaus 1596 erstmals erwähnt. Sie befand sich auf dem ehemaligen Fronhofsgelände im Kirchhof südlich der alten Kirche. Die bereits 1604 „baufällige“ Schule wurde 1609 renoviert und 1813 bis 1820 unter dem Ortsvorstand Georg Mehling mit einem Anbau erweitert. Bis 1655 besuchten auch die Oberleinacher Kinder die Schule in Unterleinach. Von 1785 bis 1799 wurde die Schule umfangreich renoviert und ausgebaut, wobei sie eine steinerne Treppe erhielt. Im Jahr 1851 existierten, nach dem um 1832 erfolgten Neubau der Schule, drei Klassen. Eine gründliche Renovierung des Schulhauses erfolgte 1884. Eine Trennung von Kirchendiensten (als Mesner) und Schuldienst für Lehrer erfolgte in Unterleinach 1905. Von 1914 bis 1932 gab es dort neben den Volksschulklassen auch eine Fortbildungsschule („Sonntagsschule“) für Knaben und Mädchen. 1940 wurden die Schulen aus Ober- und Unterleinach zusammengefasst. Das ab Dezember 1958 geplante neue Schulhaus am Mühlberg (Riedberg) wurde am 13. August 1961 eingeweiht. Im August 1968 wurde, nach Auflösung der Bekenntnisschulen in Unterleinach und Oberleinach, eine Grundschule („Volksschule“) für beide Gemeinden mit Sitz in Unterleinach errichtet. Die Hauptschüler beider Gemeinden wurden in der Verbandsschule Margetshöchheim unterrichtet. Im Jahr 1988 wurde dann die heutige Schule an dem zwischen Oberleinach und Unterleinach gelegenen Kirchberg eröffnet.

## Kindergarten
Die wohlhabende Unterleinacherin Barbara Gram stiftete mit ihrem Testament vom 16. April 1895 eine Kinderbewahranstalt, die Barbara Gram’sche Kinderstiftung, welche in Grams Auftrag durch den Pfarrer Georg Vogel als Kindergarten mit Wohnungen für Ordensschwestern (Töchter des Hl. Erlösers) aus dem Mutterhaus Würzburg errichtet wurde und 1899, nach landesherrlicher Bestätigung der Stiftung am 15. März 1899 den Betrieb in der Riedstraße (früher Rittergasse, wo das Kloster Heilsbronn bis 1536 und später die Holzschuher von Harrlach einen Hof hatten) aufnahm (1964 zog der Kindergarten in die Kindergartenstraße und 1993, über fünf Pavillons verfügend, in die Burkardus-Straße). Die Schwestern der Kongregation vom Hl. Erlöser, die in Unterleinach als Kindergärtnerinnen, Krankenschwestern, insbesondere in der Tuberkulose- und Säuglingsfürsorge, in der Armenpflege und als Handarbeitslehrerinnen gearbeitet haben, wurden 1973 verabschiedet. Der heutige Kindergarten trägt den Namen Kindergarten Barbara Gram.

## Bürgermeister
Von 1197 bis 1807 gab es in Unterleinach Schultheiße und von 1811 bis 1869 Vorsteher (Ortsvorsteher), danach bis 1977 Bürgermeister:
- Josef Anton Roth (1870)
- Christian Weisenberger (1876)
- Joseph Künzig (1877)
- Joseph Roth (1882, 1886)
- Joseph Künzig (1887, 1894, 1905, 1911)
- Karl Joseph Roth (1919)
- Ludwig Fischer (1924)
- Joseph Roth (1933)
- Klemens Röttinger (1943)
- Joseph Mildenberger (1944, kommissarisch)
- Josef Weisenberger (von der amerikanischen Militärkommandantur bestimmt: 11. April bis zu seinem freiwilligen Rücktritt am 7. September 1945)
- Karl-Josef Franz (September 1945 vom Landrat des Landkreises Würzburg bestimmt, 1948 in erster freier Wahl nach dem Zweiten Weltkrieg, 1954)
- Richard Härth (1960, 1966)
- Andreas Oestemer (1972), ab 1978 Bürgermeister von Leinach

## Einwohnerentwicklung
- 1573: 0.0133 Familien[39][40]
- 1582 0.0130 Familien („Mannschaften“)[41]
- 1614: 0.0389 Kommunikanten
- 1617: 0.0129 Mannschaften (Familien) und 16 Witwen[42]
- 1722: 0.0222 Mannschaften
- 1810: 0.1117 Seeelen[43]
- 1816: 0.1123 Seelen
- 1836: 0.1400 Einwohner[44]
- 1840: 0.1504 Einwohner[45]
- 1867: 0.1286 Einwohner[46]
- 1900: 0.1104 Einwohner[45]
- 1925: 0.1134 Einwohner[45]
- 1939: 0.1049 Einwohner[45]
- 1943: 0.1049 Einwohner[47]
- 1950: 0.1235 Einwohner[45]
- 1961: 0.1207 Einwohner[3]
- 1970: 0.1254 Einwohner[2]
- 1971: 0.1250 Einwohner, 320 Haushalte[48]
- 1975: 0.1305 Einwohner[44]

## Persönlichkeiten

### Ehrenbürger
- Georg Vogel (* 12. Januar 1864 in Haßfurt; † 12. Mai 1947 in Bad Bocklet), Pfarrer seit 1888 (von 1896 bis 1924 in Unterleinach), Gründer der 1899 eröffneten Barbara-Gram’schen Kinderbewahranstalt, 1903 eines Krankenpflegevereins zur Betreuung Tuberkulosekranker durch Krankenschwestern, des Unterleinacher Obst- und Gartenbauvereins (1904) und 1905 des Christlichen Müttervereins; Ehrenbürger ab 1921, von 1933 bis März 1945 Kommorant in Würzburg und danach wieder in Unterleinach wohnhaft, beerdigt im Priestergrab Unterleinachs.[49]
- Eduard Brendel (* 14. Oktober 1883 in Neudorf; † 26. März 1967 in Würzburg), Pfarrer seit 1909 (von 1924 bis 1965 in Unterleinach, von den Nationalsozialisten um 1934 als „gefährlich“ bezeichnet); von 1948 bis 1964 katholischer Religionslehrer an der Unterleinacher Volksschule; Ehrenbürger ab 1954. Von 1924 bis 1959 gab er dem Leinacher Obstanbau neue Impulse. Ab 1961 bischöflicher Geistlicher Rat, beerdigt im Priestergrab Unterleinach.[50]
- Oskar Hörning (* 8. November 1913 in Unterleinach), Prälat, Domkapitular und Lehrer in Würzburg; Ehrenbürger ab 3. März 1963.[51]
- Josef Fischer (* 10. April 1896 in Fellen; † 31. August 1980 in Würzburg), von 1924 Erster Lehrer bzw. Hauptlehrer und von 1930 bis 1961 Schulleiter in Unterleinach, 1943 auch Lehrer in Oberleinach und bis Juni 1961 Organist und Chorleiter des Gesangvereins „Frohsinn“ in Unterleinach, Heimatforscher und Chronist Unterleinachs. Wegen seiner Parteizugehörigkeit in der NSDAP und Mitgliedschaft (als Amtsverwalter) in der Nationalsozialistischen Volkswohlfahrt (NSV) war Fischer vom 17. April bis 14. November 1945 in amerikanischer Gefangenschaft, bevor er als „unbegründet verhaftet“ entlassen wurde und 1948 wieder den Schuldienst als Hauptlehrer aufnehmen durfte. Er wurde im Ehrengrab der Gemeinde begraben.[52] Für seine vielfältigen ehrenamtlichen Tätigkeiten wurde ihm des Bundesverdienstkreuz am Bande verliehen.[53][54]
- Robert Kaderschafka (* 9. September 1907 in Marienbad; † 2. Oktober 1996), praktischer Arzt in Unterleinach von 1946 bis 1977, ab 1967 Arzt des im selben Jahr gegründeten Ortsverbandes des Malteser Hilfsdienstes; Ehrenbürger ab 1973 für seinen ärztlichen Einsatz im Leinachtal. Die später restaurierte alte Schule in der Gemeinde Leinach wurde nach ihm „Dr. Kaderschafka-Haus“ genannt.
- Karl Erhart (* 25. November 1923 in Haid im Egerland), ab 1945 in Leinach, Bäcker (ab 1951 in Oberleinach, ab 1953 in Unterleinach) und Musiker (Tanzkapelle „Die goldene Fünf“, Kapellmeister verschiedener auch überregional und international auftretender Blasmusikformationen wie etwa ab 1966 bis 1995 „Die Lustigen Egerländer“ und die von ihm 1981 gegründeten „Leinachtaler Musikanten“ sowie die Jugendblaskapelle Unterleinach, aus der 1982 die Musikkapelle Leinach hervorging, die er bis 1999 dirigierte).[55]

Quelle:

### Weitere Persönlichkeiten
Siehe: Leinach#Persönlichkeiten

## Vereinsgründungen (Auswahl)
- 1879: Krieger- und Kampfgenossenverein Unterleinach, ab 1962 Soldatenkameradschaft Leinach[57]
- 1882: Freiwillige Feuerwehr
- 1893: Darlehenskassenverein Unterleinach (ab 1952 Raiffeisenkasse Unterleinach)[58]
- 1902: Männergesangverein „Frohsinn“
- 1903: Krankenpflegeverein Unterleinach
- 1904: Turngemeinde Unterleinach
- 1906: Militär- und Kriegerbund (Abspaltung aus dem Krieger- und Kampfgenossenverein)
- 1914: Radfahrverein „Frisch auf“
- 1947: VdK-Sozialverband (Ortsverband Unterleinach)
- 1947: Imkerverein Unterleinach und Umgebung (mit Sitz in Retzbach)
- 1949: Fußball-Club Blau-Weiß
- 1951: VdH-Ortsverband der Heimkehrer
- 1955: Schützengesellschaft „Diana“
- 1965: SPD-Ortsverein Unterleinach
- 1967: Kleintierzuchtverein
- 1967: Siedlergemeinschaft Unterleinach e. V.
- 1977: Ortsverband der CSU

Quelle: